# Lourdes
Lourdes (pron. francese: [luʁd] ; in occitano Lorda, pron. [ˈluɾðɔ]) è un comune francese di 14.361 abitanti, situato nel dipartimento degli Alti Pirenei, nella regione dell'Occitania.
Sede del santuario di Nostra Signora di Lourdes, è una delle più importanti e visitate mete religiose al mondo.

## Geografia fisica

### Territorio
Il comune di cui Lourdes è capoluogo si articola in due aree perfettamente differenziate, separate fra di loro da un lembo di territorio del comune di Poueyferré dell'ampiezza di circa 300 metri: la prima, a nord, è occupata dalla foresta di Mourle, la seconda, a mezzogiorno, dalla città propriamente detta e dai suoi immediati dintorni. L'abitato si estende ai piedi dei Pirenei e su entrambe le rive del Gave de Pau a un'altitudine compresa fra i 400 e i 420 m s.l.m. È sovrastato da uno sperone roccioso su cui venne edificato un castello, o fortezza, che, seppur non si presenti in perfetto stato di conservazione, suscita ancora ammirazione nella sua imponenza.

### Clima
Il clima di Lourdes, data la prossimità della città all'Atlantico, è di tipo suboceanico, e cioè abbastanza mite per la massima parte dell'anno e relativamente piovoso in ogni stagione (circa 120 giornate di pioggia e oltre 1.000 mm di media annui). Le estati non sono eccessivamente calde, l'autunno e la primavera tiepidi, mentre l'inverno è fresco o freddo, ma generalmente non rigido. A causa della vicinanza della città ai Pirenei, Lourdes, come altre zone del piedimonte pirenaico, può però essere colpita, nei mesi invernali, da sporadiche ondate di gelo: nel gennaio 1985 il termometro segnò -17,9 °C (record storico dal 1934 ad oggi), e, inversamente, è stata registrata in estate una temperatura di 39 °C nell'agosto del 2003. La stazione di riferimento di Lourdes è quella di Tarbes-Ossun-Lourdes, situata a 9 km dalla città, nella zona aeroportuale di Tarbes-Lourdes-Pyrénées, a 360 m s.l.m.
| Staz. di Tarbes (1982-2013) | Gen   | Feb  | Mar   | Apr   | Mag   | Giu  | Lug  | Ago  | Set  | Ott   | Nov   | Dic   | Anno   |
| --------------------------- | ----- | ---- | ----- | ----- | ----- | ---- | ---- | ---- | ---- | ----- | ----- | ----- | ------ |
| Tp. min. media (°C)         | 1,0   | 1,5  | 3,6   | 5,7   | 9,6   | 12,9 | 15,0 | 15,0 | 12,0 | 8,7   | 4,4   | 1,8   | 7,7    |
| Tp. media (°C)              | 5,7   | 6,4  | 8,9   | 10,8  | 14,6  | 17,9 | 20,1 | 20,2 | 17,5 | 14,0  | 9,1   | 6,5   | 12,7   |
| Tp. max. media (°C)         | 10,3  | 11,2 | 14,2  | 15,9  | 19,6  | 22,8 | 25,2 | 25,3 | 22,9 | 19,2  | 13,7  | 11,1  | 17,7   |
| Giorni di gelo              | 10,88 | 9,69 | 4,78  | 1,06  | 0     | 0    | 0    | 0    | 0    | 0,31  | 4,1   | 9,74  | 40,34  |
| Precipitazioni (mm)         | 95,3  | 83,0 | 85,3  | 110,7 | 114,2 | 78,4 | 57,7 | 66,0 | 72,3 | 84,3  | 103,5 | 92,0  | 1041,8 |
| Giorni di pioggia           | 10,59 | 9,5  | 10,16 | 12,53 | 12,91 | 9,75 | 7,19 | 8,47 | 8,53 | 10,28 | 10,16 | 10,29 | 120,35 |

## Storia

### Età antica
L'attuale territorio comunale di Lourdes fu abitato in età preistorica. In epoca romana dovette esistere, fin dal I secolo a.C., un oppidum sulla collina dove oggi sorge la fortezza, come ci è testimoniato dai numerosi reperti venuti alla luce nella seconda metà dell'Ottocento (resti di mura, frammenti di statue e di lapidi). Ai piedi della cittadella sorgeva un tempio pagano dedicato alle divinità delle acque, le cui costruzioni sono venute parzialmente alla luce subito dopo la demolizione della parrocchiale di Saint Pierre (avvenuta agli inizi del Novecento), insieme a resti di ceramiche e di tre altari votivi. Nel V secolo tale tempio fu rimpiazzato da una chiesa paleocristiana andata distrutta successivamente a causa di un incendio. Nelle immediate adiacenze del luogo di culto si estendeva una necropoli la cui datazione e le cui dimensioni non ci sono note. La presenza nella località di una via romana (e di una possibile seconda via perpendicolare alla precedente) che congiungeva il piedimonte pirenaico con la Narbonense ha fatto avanzare l'ipotesi che l'abitato potesse corrispondere a quell'oppidum novum menzionato nell'Itinerario antonino.

### Età medievale

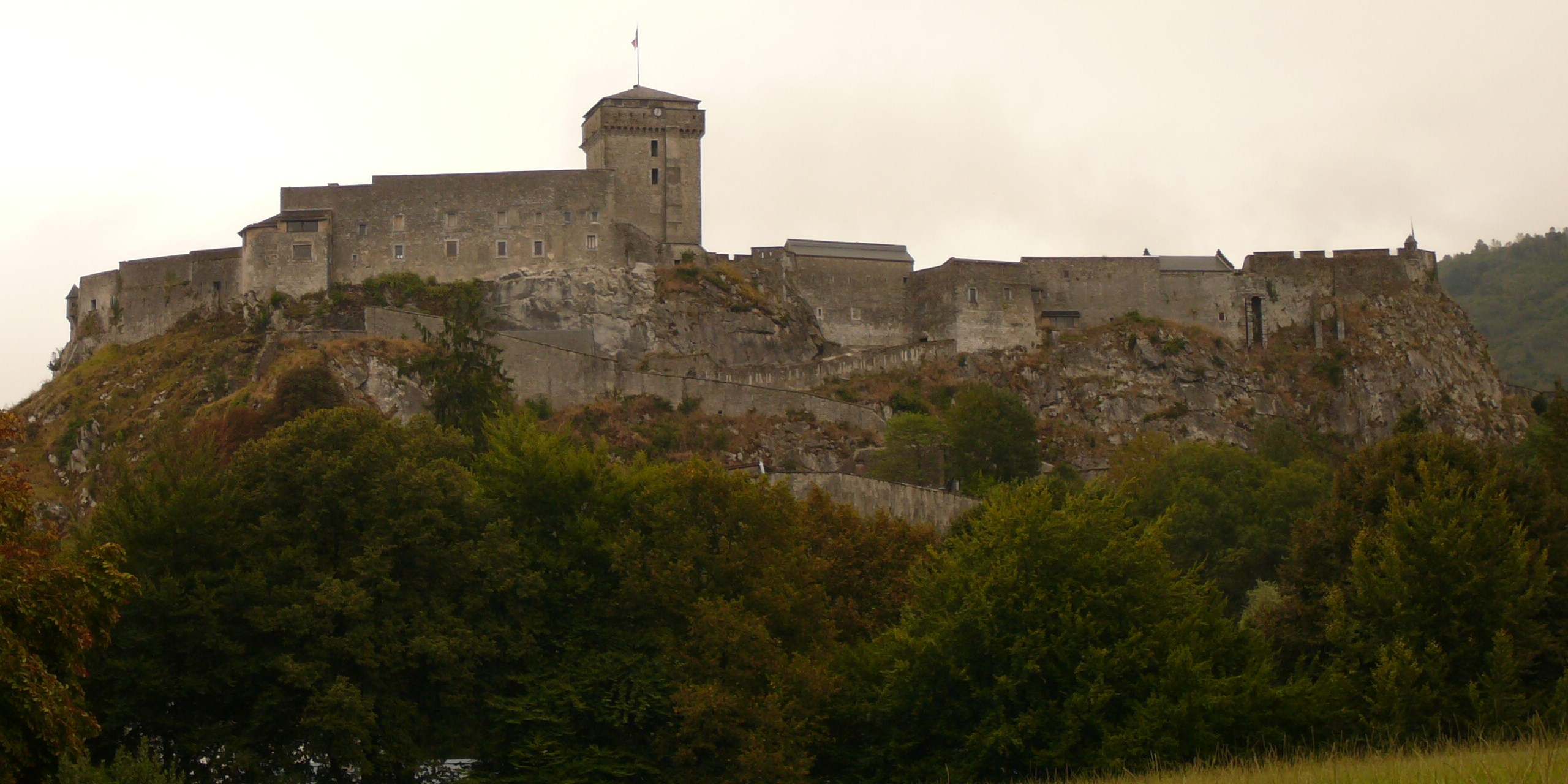
Vista della fortezza dall'Esplanade.

Scarse sono le notizie che abbiamo di Lourdes nel periodo compreso fra le invasioni barbariche e l'età carolingia, allorquando la località fece parte della Contea di Bigorre, nata nel IX secolo d.C.. A varie riprese, la sua fortezza fu sede comitale e, durante la crociata contro gli albigesi, oggetto di dispute fra i vari signori locali, fino a quando passò sotto la dominazione dei conti di Champagne. Nel XIV secolo venne prima occupata da Filippo il Bello, poi, nel corso della guerra dei cento anni, dagli inglesi, che ne assunsero il controllo per quasi mezzo secolo (dal 1360 al 1407),  attraverso alcuni feudatari locali a loro fedeli, come Pierre Arnaud de Béarn e, successivamente, suo fratello Jean de Béarn. Gli inglesi seppero approfittare dell'eccellente situazione strategica e della floridezza di un mercato che, nato nell'XI secolo, era andato sempre più consolidandosi grazie alla relativa vicinanza e alle buone comunicazioni con Tolosa e la Spagna, riuscendo ad assicurare guadagni importanti a coloro che ne detenevano il controllo. Nell'abitato, sviluppatosi a valle, ad oriente della fortezza, si contavano all'inizio del XV secolo 243 fuochi, rispetto ai 150 del XIII secolo.

### Età moderna
Il Cinquecento fu un'epoca di crisi per la città. La chiesa parrocchiale andò distrutta durante le guerre di religione che imperversarono nella Contea di Bigorre nella seconda metà del secolo. Un recupero relativo si ebbe nel Seicento, allorquando Lourdes e la propria regione di appartenenza furono definitivamente incorporate da Enrico IV nel regno di Francia (1607) Verso la fine della centuria, nel 1696, si conteggiarono in città 2.315 abitanti. Fino agli anni settanta del Settecento la popolazione continuò ad aumentare, per poi flettersi successivamente: alla vigilia della rivoluzione francese il numero di abitanti (2.300) era praticamente tornato ai livelli del 1696. Verso il 1755 il 40% della popolazione attiva si dedicava all'agricoltura, il 40% all'artigianato, il 13% ai servizi e il resto erano operai (cavapietre, addetti alla costruzione, ecc.); negli anni successivi diminuì l'importanza dell'agricoltura a vantaggio delle attività legate allo sviluppo urbano, ed in particolare di quelle artigiane.
Durante la rivoluzione francese la città dovette fornire materiali e viveri ai reparti dislocati sulla frontiera pirenaica e la popolazione tornò ad aumentare. Nel 1790 venne costituito il département des Hautes Pyrénées e Lourdes chiese di essere promossa a capoluogo di uno dei cinque distretti della nuova unità amministrativa. Le venne preferita tuttavia, per ragioni strategiche, Argelès-Gazost, ma in compenso divenne sede di tribunale.. Nel 1795 la pace con la Spagna comportò la demilitarizzazione della fortezza che due anni più tardi passò ad ospitare una guarnigione di invalidi.

### Età contemporanea

#### Le apparizioni della Vergine a Bernadette

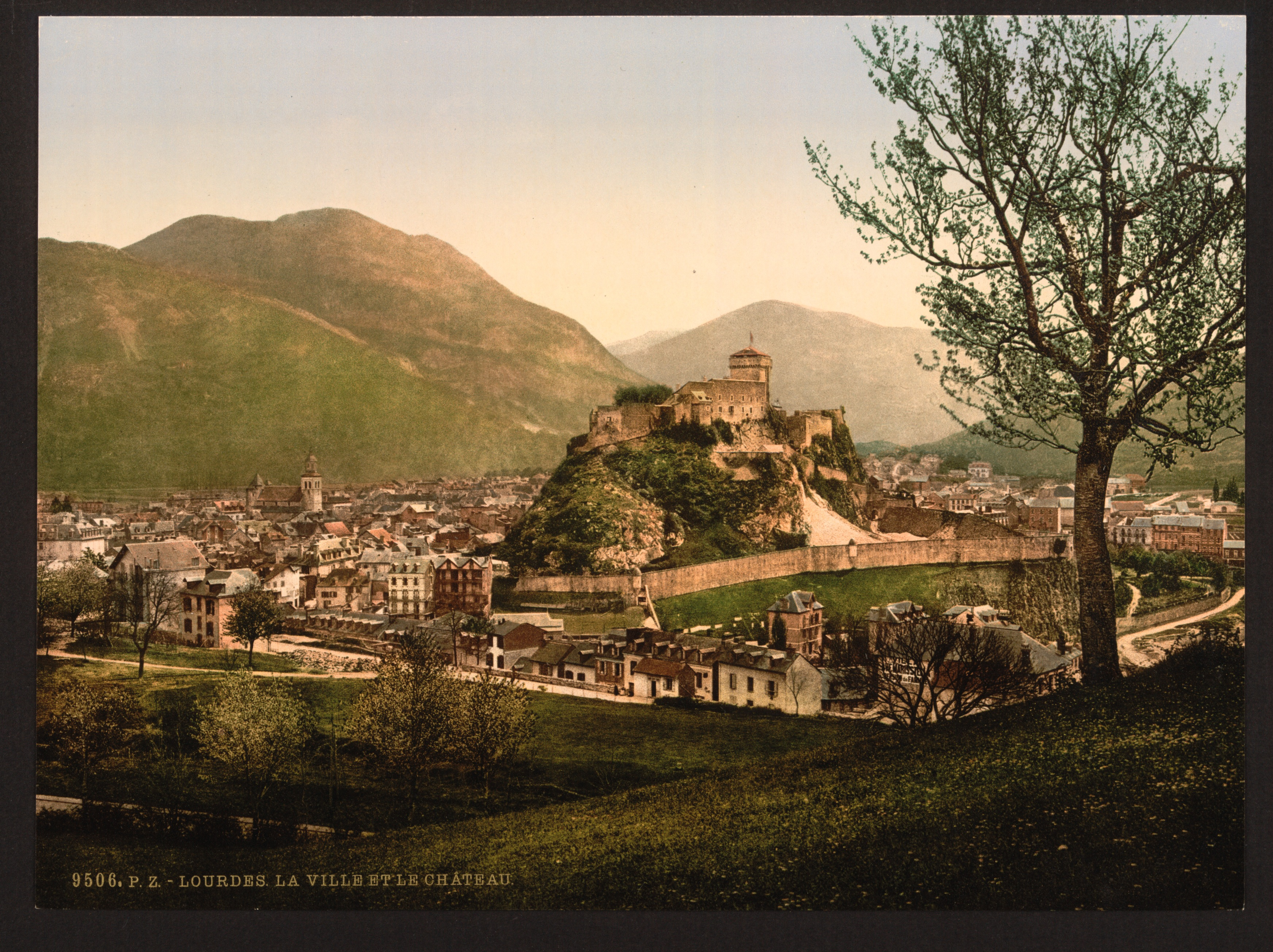
Lourdes tra il 1890 e il 1900.

Agli inizi dell'Ottocento, la città si presentava ancora come una grande borgata rurale, nonostante il sempre maggior numero di abitanti che nel primo trentennio del XIX secolo oscillava fra i 2.700 e i 3.800. Particolarmente redditizio era a Lourdes l'allevamento di maiali cui si dedicava una parte non trascurabile della popolazione. Nel 1841 la città raggiunse e superò i 4.000 residenti e si avviava a divenire un grosso centro di produzione e smercio di carni e di prodotti agricoli. Quindici anni più tardi si produssero tuttavia avvenimenti che avrebbero per sempre cambiato la fisionomia di Lourdes, che si convertì, in pochi decenni, in uno dei massimi centri mondiali del cattolicesimo e in una delle più importanti mete turistiche di Francia e del mondo.
Il giorno 11 febbraio 1858, una contadinella, la quattordicenne Bernadette Soubirous, riferì di aver visto, in una grotta ai bordi del Gave de Pau, una signora in bianco che si sarebbe presentata a lei come l'Immacolata Concezione. L'apparizione fu la prima di una lunga serie che ebbe termine solo il 16 luglio. In una di queste, nella grotta di Massabielle sgorgò una sorgente d'acqua. Nel frattempo un numero sempre maggiore di fedeli residenti in città o provenienti dai paesi vicini iniziò a frequentare la grotta, fino a quando, per ordine delle autorità locali, questa non venne chiusa con delle travi di legno. Nell'ottobre di quello stesso anno, grazie anche all'intervento dell'imperatrice Eugenia, moglie di Napoleone III, le barriere vennero rimosse e la grotta riaperta al pubblico. Le apparizioni della Vergine Maria a Bernadette furono formalmente riconosciute dalla Chiesa Cattolica nel 1862.
A Lourdes come a Fatima, la Madonna ha raccomandato in special modo la recita del Rosario come la preghiera che salvifica. A Lourdes ella stessa teneva tra le mani un bel Rosario, mentre Bernadette recitava l'Ave Maria. Suor Lucia di Fatima ha detto, in breve, che “nella nostra epoca la Beata Vergine ha donato ulteriore efficacia al Santo Rosario, così che non vi è alcun problema, sia esso materiale o spirituale, nazionale o internazionale, che non possa essere risolto col Rosario e con i nostri sacrifici.”

#### Polo primario del cattolicesimo
Nel 1862 le apparizioni furono riconosciute ufficialmente dal vescovo di Tarbes e ancor prima della fine dell'anno iniziarono i lavori di costruzione di una cappella, incorporata alcuni anni più tardi nella Basilica dell'Immacolata Concezione (basilique de l'Immaculée Conception), edificata fra il 1866 e il 1871 sopra la grotta dove Bernadette era entrata in contatto con la Vergine. Alla fine del XIX secolo si procedette alla costruzione di una seconda basilica, quella di Nostra Signora del Rosario (Nôtre Dame du Rosaire), (1883-1889) al di sotto della precedente. Nel frattempo si procedeva ad una profonda ristrutturazione urbanistica della cittadina che prese l'avvio con l'apertura del Boulevard de la Grotte (1879-1881) e con la demolizione di alcuni fabbricati pubblici e di culto considerati di scarso pregio architettonico o inadeguati, come la vecchia chiesa parrocchiale, sostituita fra gli ultimi anni dell'Ottocento e i primi del Novecento da un edificio più capiente e rappresentativo.
Nel 1866 entrò in servizio una stazione ferroviaria capolinea della tratta Tarbes-Lourdes appositamente costruita per facilitare lo spostamento di fedeli dal capoluogo dipartimentale a Lourdes. Un servizio di tram dalla stazione alle basiliche fu inaugurato nel 1899. Intenso fu anche lo sviluppo delle strutture turistiche locali con la costruzione di alberghi, ristoranti e case di accoglimento per pellegrini, gestite generalmente da istituzioni e ordini religiosi. Fra i primi grandi alberghi edificati a Lourdes ricordiamo il Grand Hotel de la Grotte (anni settanta dell'Ottocento) e il Grand Hotel Moderne (1896) entrambi in stile eclettico, tipico dell'architettura francese dell'epoca. Tale sviluppo si intensificò nei primi decenni del Novecento, traendo impulso dalla beatificazione (1925) e successiva canonizzazione (1933) di Bernadette Soubirous. Nel 1948 venne aperto, a 9 km dal centro cittadino, l'aeroporto di Tarbes-Ossun-Lourdes (oggi conosciuto come Tarbes-Lourdes-Pyrénées), ripetutamente ampliato e ristrutturato, con un traffico di passeggeri di oltre 670.000 unità nel 2008.
Nel 1956-1957 fu edificata la terza basilica del Santuario di Lourdes, dedicata a papa Pio X e inaugurata dal cardinale Angelo Giuseppe Roncalli nel marzo 1958, in occasione del centenario delle apparizioni della Vergine a Santa Bernadette. La basilica, gravemente danneggiata durante l'inondazione provocata dallo straripamento del Gave de Pau nel giugno 2013, è stata riaperta al pubblico due mesi più tardi, grazie al lavoro di migliaia di volontari accorsi a Lourdes da ogni parte del mondo. Nella zona vi sono otto sorgenti che alimentano il fiume e le sue acque vengono bevute dai pellegrini ed utilizzate per il bagno nelle piscine poste a poca distanza, come segno del rinnovamento del battesimo e di purificazione.
Oggi si calcola che giungano annualmente a Lourdes circa sei milioni di visitatori l'anno, gran parte dei quali sono pellegrini ma anche semplici turisti attratti dall'incanto della città, dalla rigogliosa natura che la circonda, dalla bellezza dei vicini Pirenei. Vengono inoltre organizzati treni speciali attraverso una apposita organizzazione internazionale, Le train blanc, per il trasporto dei malati e dei diversamente abili da varie città francesi ed estere. Tale flusso di visitatori ha da tempo convertito Lourdes nel secondo grande centro della cristianità d'Europa dopo il Vaticano, e nella seconda città francese per numero di presenze e capienza alberghiera dopo Parigi.

## Società

### Evoluzione demografica
Abitanti censiti

## Architetture religiose

### Santuario di Nostra Signora di Lourdes
All'interno del santuario di Nostra Signora di Lourdes si trovano i seguenti edifici religiosi:
- la basilica dell'Immacolata Concezione,
- la basilica di Nostra Signora del Rosario,
- la basilica di San Pio X.

### Altre chiese
- Chiesa di Santa Bernadette
- Chiesa del Sacro Cuore
- Chiesa greco-cattolica ucraina dell'Assunzione della Beata Vergine Maria

## Musei

### Museo delle cere
Conosciuto in passato come Museo Grevin, il museo è stato per anni una succursale di quello parigino. Si sviluppa in una struttura di 5 piani, nelle quali sono raccolte diverse statue in cera, ambientate in opportune scenografie.
Nelle prime sale del museo è trattata la vita di Bernadette Soubirous e le apparizioni, mentre nelle sale successive viene riproposta la vita di Gesù. Particolare attenzione meritano la scena dell'ultima cena e dell'ascensione al cielo. Arrivati alla fine del percorso, viene proposta un'ultima scena con le statue in cera di papa Giovanni Paolo II e Madre Teresa di Calcutta. Dalla sommità del museo è possibile osservare un meraviglioso panorama della città di Lourdes.

### Museo dei Pirenei
Noto con il nome di Musée pyrénéen, fu fondato nel 1921 da Louis e Margalide Le Bondidier e amministrato per lungo tempo dal Touring Club de France. Passò successivamente (1984), alle dirette dipendenze del Comune di Lourdes e ha sede nel castello della città. Al suo interno sono custoditi più di 100.000 oggetti raggruppati in collezioni varie (di etnologia, paleontologia, archeologia, ecc.) oltre 5.000 dipinti, disegni e stampe, una biblioteca di 24.000 volumi e un archivio fotografico.. Per ragioni di spazio, gran parte del patrimonio museale non è esposto in forma permanente al pubblico.

### Altri musei
- Museo della Natività
- Museo della piccola Lourdes

## Infrastrutture e trasporti
Lourdes è servita dall'omonima stazione ferroviaria, posta lungo la ferrovia Tolosa - Bayonne: è particolarmente utilizzata da treni speciali per il trasporto di pellegrini; in passato lo scalo è stato capolinea della ferrovia secondaria per Pierrefitte-Nestalas. La città inoltre, dal 1899 al 1930 è stata dotata di una rete tranviaria urbana.
La funicolare del Pic du Jer, collega la periferia di Lourdes con la vetta del Pic du Jer: la funicolare, inaugurata nel 1900, è l'ultimo impianto a fune della città rimasto attivo dopo la chiusura della funivia del Beuot e della funivia del Pibeste.
A pochi chilometri dalla città, nella località di Ossun, situata fra Lourdes e Tarbes, sorge l'aeroporto internazionale di Tarbes-Lourdes-Pyrénées.

## Sport

### Rugby
La locale squadra di rugby, il FC Lourdes, ha dominato il mondo della palla ovale francese nel secondo dopoguerra.

### Ciclismo
La città ha ospitato anche alcuni arrivi di tappa. Da ricordare l'arrivo della tappa del 10 luglio 2000, vinta dallo spagnolo Xavier Otxoa e partita quel giorno da Dax. L'arrivo a Lourdes si è poi ripetuto anche nel 2011, con la vittoria del norvegese Thor Hushovd in rimonta partendo da Pau, il 15 luglio di quell'anno.